# Кирломану
Кирломану (рум. Cârlomanu) — село у повіті Телеорман в Румунії. Входить до складу комуни Путінею.
Село розташоване на відстані 107 км на південний захід від Бухареста, 30 км на захід від Александрії, 102 км на південний схід від Крайови.

## Населення
За даними перепису населення 2002 року у селі проживали 458 осіб, усі — румуни. Усі жителі села рідною мовою назвали румунську.